# Bolanthus intermedius
Bolanthus intermedius är en nejlikväxtart som beskrevs av D. Phitos. Bolanthus intermedius ingår i släktet Bolanthus och familjen nejlikväxter. Inga underarter finns listade i Catalogue of Life.